# Tata Tigor
Tata Tigor är en bilmodell från Tata Motors, baserad på den tidigare Tata Tiago. Bilmodellen ble lanserades i mars 2017.